# Linda Strand Lundberg
Linda Strand Lundberg, född 1976, är skeptiker och före detta ordförande för föreningen Vetenskap och Folkbildning.  Hon är yrkesverksam som utbildningshandläggare vid Karlstad universitet och hon har bland annat studerat kriminologi, statsvetenskap och ekonomi och är engagerad i bekämpandet av kvacksalveri. Under studietiden kom hon i kontakt med begreppet vetenskaplig skepticism och sökandet efter mer information på internet gjorde att hon kom i kontakt med Vetenskap och Folkbildning.
Linda Strand Lundberg är den första kvinnliga ordföranden för föreningen. Hon tillträdde posten 2014 och lämnade över ordföranderollen till Peter Olausson i mars 2017.